# ブィーコヴァ・フレーブリャ
ブィーコヴァ・フレーブリャ（ウクライナ語：Би́кова Гре́бля；意訳：「牛の堤」）は、ウクライナのキーウ州ビーラ・ツェールクヴァ地区にある村。17世紀に創建された。面積は約1.8km²（2005年）。人口は537人（2005年）。古名はスロボダー（Слобода；意訳：「自由村」）